# Université de Paix
Université de Paix est une association sans but lucratif fondée en 1960 par Dominique Pire (dominicain, prix Nobel de la paix 1958) et par Raymond Vander Elst (athée, libre-penseur). Elle se situe en Belgique, dans la ville de Namur. Dans la continuité de l'action de ses fondateurs, elle agit dans l'optique de promouvoir la paix par le dialogue. Depuis 1976, elle est reconnue comme organisation de jeunesse par la Communauté française de Belgique.

## Philosophie
En 2011, Université de Paix est toujours empreinte de la philosophie de Dominique Pire. Dans son Cahier 0 : L'Université de Paix, son histoire, sa démarche, Mireille Jacquet décrit l'évolution de cette pensée, et surtout sa mise en pratique, marquée dès sa création par des influences plurielles.

### La Paix par le «Dialogue Fraternel»[3]
Selon Dominique Pire, la Paix est bien plus que l'absence de guerre ou de violence (définition par la négative). Elle consiste réellement en une ouverture, dans un geste de partage de points de vue. C'est une disposition bienveillante et réciproque (définition par l'affirmative).
L'idée de son ouvrage est que le désarmement des mains est irréalisable si l'on ne commence pas par le désarmement des esprits et des cœurs. Tous les êtres humains sont responsables de cette Paix positive : chacun est appelé en quelque sorte à dépouiller son esprit de ses armes afin de pouvoir accueillir l'autre.
Plusieurs voies sont envisagées par le père Pire pour cheminer vers cette Paix positive entre les humains : 
1. La force et la violence
2. La lutte « anti-violence », « anti-armes »…
3. Le Dialogue Fraternel

Dominique Pire privilégie cette troisième voie (entre deux extrêmes qui se situent en réalité dans une forme de rejet de l'autre) : bien qu'il respecte explicitement ceux qui luttent et manifestent contre la violence, les guerres, etc., selon lui, ce n'est pas suffisant dans l'absolu. 
Ce chemin est décrit comme tel :
- Il s'agit d'un dialogue au sens strict, que l'on illustre par cette citation : « La nature nous a donné deux oreilles et une bouche afin que nous écoutions deux fois plus que nous ne parlons[4]. »
- Ce dialogue prend en compte la diversité des points de vue et la difficulté que cela suscite. L'idée est qu'arriver à la paix est néanmoins possible, malgré cette pluralité.
- Le Dialogue Fraternel est situé entre deux extrêmes (le recours à la violence et la lutte anti-violence) : dans ces deux cas, il n'y a pas de rencontre de l'Autre (de l'altérité)[5].

Ces considérations supposent un ensemble de valeurs :
- L'écoute et la volonté de compréhension ; il s'agit non pas seulement de tolérer un point de vue, mais bien d'épouser sa différence, de la respecter.
- Humanisme (fait de se sentir concerné par tout être humain, par l'humanité en chaque personne) et foi en l'être humain.
- Humilité (ouverture à l'autre qui neutralise toute forme de hiérarchie).

### Mise en œuvre concrète
Les pôles d'action hérités de cette philosophie sont multiples. En 2011, on pourrait les résumer selon deux grands axes : l'information (conscientisation, éducation) et la formation, notamment auprès des jeunes et des personnes qui en ont la charge,.

#### Information
Université de Paix agit pour l'éducation et la conscientisation à grande échelle, via, entre autres :
- des publications d'ouvrages (Cahiers de l'Université de Paix, Graines de médiateurs tomes I et II, Jeux coopératifs pour bâtir la paix, Promouvoir la paix) qu'elle met à disposition via une boutique, mais aussi une bibliothèque spécialisées.
- Graines de médiateurs - Médiation par les pairs : un programme d'action pédagogique dans des écoles primaires, avec le soutien de la fondation Bernheim (Emile Bernheim). Il s'agit de travailler avec les jeunes afin de les rendre autonomes dans la résolution de leurs conflits.
- des conférences avec invités, des stages, voyages organisés avec des enfants, présence à des salons, animations, journées de rencontres…
- le développement et la publicité d'outils concrets à mettre en œuvre vers une résolution positive des conflits.

#### Formation
Université de Paix agit pour la prévention et la gestion positive des conflits au quotidien. Elle organise pour cela des formations longues (Certificats reconnus par la Communauté française de Belgique, à hauteur de 15 ECTS), mais aussi des formations courtes, ateliers et des interventions à la demande.

## Historique
Cet historique comporte plusieurs extraits de l'ouvrage Cahier 0 : L'Université de Paix, son histoire, sa démarche et du site web d’Université de Paix .
- 1958 : Dominique Pire reçoit le Prix Nobel à Oslo (le 10 décembre).
- 1960 : Le Centre Mahatma Gandhi est créé.
- 1963 : Le Centre prend le nom d’Université de Paix.
- 1976 : Constitution de l'ASBL, reconnaissance comme organisation de jeunesse par le Ministère de la Culture. Création du sigle de l'association. Réalisation de la première formation.
- 1981 : Installation à Namur, Boulevard du Nord.
- 1987 : Université de Paix reçoit le prix Messager de la paix, décerné par les Nations unies.
- 1991 : Inauguration du Service de médiation générale.
- 1992 : Début de la mise au point d'outils pédagogiques, voyages et échanges au Québec.
- 1998 : Université de Paix reçoit le prix Jeunesse et éducation permanente de la Communauté française de Belgique pour le livre Négocier, ça s'apprend tôt.
- 1999 : Remise des premiers certificats en gestion positive des conflits interpersonnels
- 2000 : Publication du livre et des vidéos Graines de médiateurs. À l'occasion de son 40e anniversaire, Université de Paix organise le Forum international de rencontres entre jeunes. Cette formation longue rassemble plus de 50 jeunes de plus de 30 pays de tous les continents.
- 2002 : Réalisation du premier module de cours à distance. Octroi des premières bourses de formation à des associations.
- 2004 : Parution du livre Promouvoir la Paix (Ed. De Boeck Université).
- 2006 : Prix du Conseil de l'Europe pour Graines de médiateurs.
- 2007 : Soutien de la Fondation Bernheim[11] (Emile Bernheim) au projet de Médiation par les pairs.
- 2010 : 50e anniversaire, exposition Dominique Pire. Parution de l'ouvrage Graines de médiateurs II.

## Publications

### Ouvrages Université de Paix (collectifs)
- Graines de médiateurs. Médiateurs en herbe. (Livre et DVD), Éditions Memor, 2000 (traduction en espagnol : Semillas de mediadores - Mediadores en ciernes)
- « La violence à l’école. Comprendre pour changer » in Actualquarto, éd. Averbode, janvier 2003.
- Promouvoir la Paix, Bruxelles : éditions De Boeck Université, 2004.
- Jeux coopératifs pour bâtir la paix (Adaptation par l’Université de Paix de deux ouvrages de Mildred Masheder), Chronique sociale (Coll. Savoir communiquer - Chronique sociale), 2004.
- Graines de médiateurs II. Accompagner les enfants dans l’apprentissage de la gestion positive des conflits (Guide pratique), Namur : édition Université de Paix et Fondation Bernheim, 2010[12].

### Cahiers de l'Université de Paix
- Mireille Jacquet, Cahier 0 : L'Université de Paix, son histoire, sa démarche
- François Bazier, Cahier 1 : Regards sur le conflit et sa gestion constructive
- Alain Grignard, Cahier 2 : L’Islam radical et sa présence en Belgique
- Charles Van der Vaeren, Cahier 3 : Islam et intégrisme islamique, paix et violence
- Manfred Peters, Cahier 5 : Compétence langagière, enjeux identitaire et développement personnel
- Cathy Van Dorslaer, Cahier 6 : Comprendre la violence… pour en sortir
- Charles Van der Vaeren, Cahier 7 : Actes du groupe de travail issu du Conseil académique d’Université de paix sur « Les relations entre musulmans et non musulmans »[13]

## Archives
Environ 40 mètres linéaires d’archives du Père Dominique Pire, des années 1930 à 1970, sont conservées aux Archives de l’État à Namur. La déclaration de don des archives du Père Dominique Pire aux Archives de l’État à Namur a été signée en janvier 2016 au nom des associations sans but lucratif Service d’Entraide Familiale, Aide aux Personnes déplacées, Université de Paix et Les Amis des Îles de Paix et de l’Action Pain de la Paix.